# NGC 451
NGC 451 est une galaxie spirale située dans la constellation des Poissons. NGC 451 a été découverte par l'astronome français Édouard Stephan en 1881. Elle a été observée dans les années 1890 par l'astronome américain Edward Barnard et elle a été inscrite au catalogue IC sous la désignation IC 1661.

## Caractéristiques
Sa vitesse par rapport au fond diffus cosmologique est de 4 573 ± 21 km/s, ce qui correspond à une distance de Hubble de 67,5 ± 4,7 Mpc (∼220 millions d'al).
NGC 451 présente une large raie HI. NGC 451 est une galaxie dont le noyau brille dans le domaine de l'ultraviolet. Elle est inscrite dans le catalogue de Markarian sous la désignation Mrk 976 (MK 976).

## Groupe de NGC 507
NGC 451 fait partie du groupe de NGC 507. Ce vaste groupe comprend au moins 42 galaxies dont 21 figurent au catalogue NGC et 5 au catalogue IC. Quatre membres de ce groupe sont aussi des galaxies de Markarian. La plus brillante de ces galaxies est NGC 507 et la plus grosse NGC 536.